# آمیرام تروبر
آمیرام تروبر (به انگلیسی: Amiram Trauber) (زادهٔ ۱۶ ژوئیهٔ ۱۹۳۹) شناگر اهل اسرائیل است.